# PGC 1365021
LEDA/PGC 1365021 ist eine Galaxie im Sternbild Fische auf der Ekliptik. Sie ist schätzungsweise 628 Millionen Lichtjahre von der Milchstraße entfernt und hat einen Durchmesser von etwa 165.000 Lichtjahren. Vom Sonnensystem aus entfernt sich das Objekt mit einer errechneten Radialgeschwindigkeit von näherungsweise 14.000 Kilometern pro Sekunde.
Im selben Himmelsareal befinden sich unter anderem die Galaxien NGC 516, NGC 518, NGC 524, NGC 532.